# Megastart
Megastart è il primo album del cantautore moldavo Cătălin Josan, pubblicato il 30 ottobre 2007 dall'etichetta Universal Music România.

## Tracce
1. Ugly Song – 3:30
2. Big Brown Eyes – 3:19 (feat. Maria Marinescu)
3. Vrei, nu vrei (ești doar a mea) – 3:56
4. Veronica Demonica – 3:37
5. Oglinda mea – 3:53
6. Ăsta nu sunt eu – 3:49
7. When We're Together – 4:05
8. Nothing More to Say – 3:38 (feat. Elena Moroșanu)
9. Preludiu pentru pian – 1:58
10. Între noi – 4:03
11. Copacul – 4:20

## Singoli
- Veronica Demonica
- Big Brown Eyes

## Date di Pubblicazione
| Nazione     | Data            | Formato              | Etichetta               |
| ----------- | --------------- | -------------------- | ----------------------- |
| Romania     | 30 ottobre 2007 | CD, Digital Download | Universal Music Romania |
| Stati Uniti | 21 luglio 2008  | Digital Download     | Decca Records           |